# E G Johanssons Boktryckeri

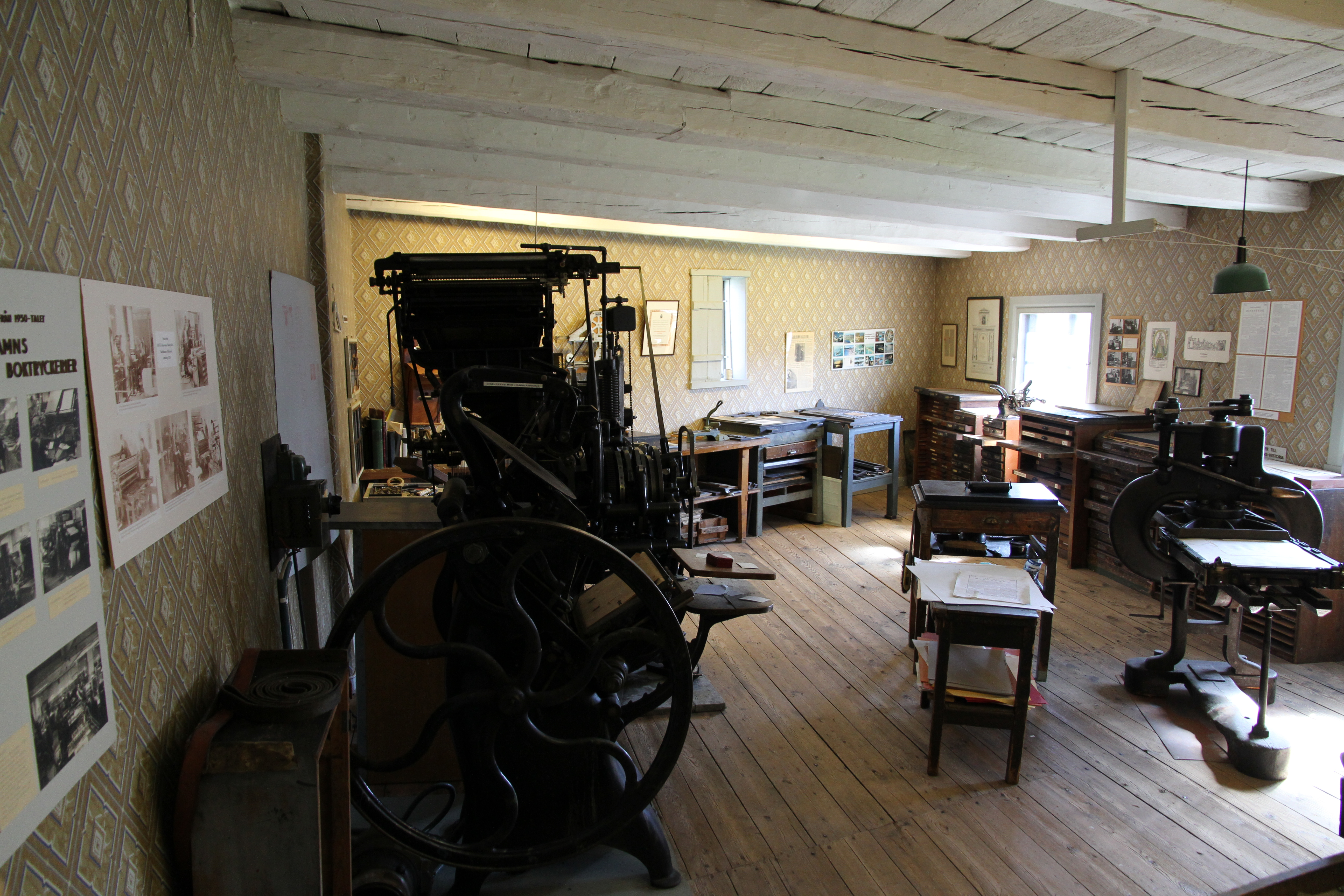
Inventarier från AB E.G. Johanssons Bokbinderi på Karlshamns museum.

AB E.G. Johanssons Boktryckeri var ett boktryckeri som startades 1847 vid Stora torget i Karlshamn av Erik Gustaf Johansson. Året efter, 15 januari 1848, började Johansson ge ut lokaltidningen Karlshamns Allehanda som han tryckte på sitt eget tryckeri. Förutom den nya lokaltidningen tyckte man böcker, notifikationskort, brev om bröllop, barndop och begravningar, kvitton och beställningssedlar, kassaböcker, etiketter m.m.
Företagets första tryckpress var gjord i trä men redan ett år efter starten lyckades Johansson få pengar över till att köpa en sk. Stanho-press i järn vilket gjorde att han bättre kunde konkurrera med andra boktryckerier.
I februari 1849 flyttar Johansson sitt tryckeri från Stortorget till Regeringsgatan och i september 1850 flyttar företaget igen, denna gång till Södra Fogdelyckegatan.
1849 började man trycka Ronneby-Posten och 1910 även Sölvesborgs-Bladet.
När Johansson avled 1884 ärvde hans son Svante Johansson rörelsen. Han byggde om och utvidgade tryckeriet. Svante Johansson dog 1911 och efterträddes då av systersonen Folke Bengtsson.
1913 flyttade tryckeriet till ett nybyggt stenhus i tre våningar på Kungsgatan i Karlshamn. Detta hus är det senare så välkända ”Allehanda-huset”.
1892 hade företaget 22 anställda, år 1922 var antalet 64 och vid etthundraårsjubileet var arbetsstyrkan över 100.
Folke Bengtsson avled 1958 och efterträddes då av sonen Sven I Bengtsson som drev företaget fram till avvecklingen 1976.
Efter nerläggningen 1976 skänktes många av tryckeriets föremål till Karlshamns museum. Där finns bland annat företagets tryckpress, tillverkad av Munktells Mekaniska Verkstad i Eskilstuna 1830. Denna tryckpress användes vid framställningen av de första årgångarna av Karlshamns Allehanda. Här finns även en bindstol i trä som användes för att sy ihop bokryggar och en klichémaskin som boktryckeriet köpte 1960.